# Anthracia sareptae
Anthracia sareptae är en fjärilsart som beskrevs av Achille Guenée 1852. Anthracia sareptae ingår i släktet Anthracia och familjen nattflyn. Inga underarter finns listade i Catalogue of Life.